# Урін Валерій Григорович
Валерій Григорович Урін (10 серпня 1934, Свердловськ — 23 січня 2023) — радянський футболіст, нападник.
Насамперед відомий виступами за «Динамо» (Москва), а також національну збірну СРСР.

## Клубна кар'єра
Розпочав футбольні виступи у кіровських клубах «Харчовик» та «Динамо».
У вищоліговому футболі дебютував 1956 року виступами за «Динамо» (Москва), в якому провів сім сезонів, взявши участь у 68 матчах чемпіонату.
Після цього по сезону грав у складі «Білорусі» (Мінськ), «Даугави» (Рига) та «Металурга» (Запоріжжя).
Завершив професійну ігрову кар'єру у нижчоліговому клубі «Хімік» (Салават), за який виступав протягом 1965–1968 років.

## Виступи за збірну
В 1958–1959 роках провів 2 гри у складі національної збірної СРСР.

## Досягнення
- Чемпіон СРСР (2): 1957, 1959
- У списку 33 найкращих футболістів сезону (2): 1958 — № 3, 1959 — № 2